# Niki & The Dove
Niki & The Dove er en electropoptrio fra Sverige. Bandet blev dannet i 2010 af medlemmer Malin Dahlström (vokal), Gustaf (keyboard) og Magnus Böqvist (trommer) og har kontrakt med Sub Pop og Mercury Records.

## Diskografi
- Instinct (2012)

| Musikgruppe | Spire Denne artikel om en svenske musikgruppe er en spire som bør udbygges. Du er velkommen til at hjælpe Wikipedia ved at udvide den. |